# Jerónimo Corte-Real
Jerónimo Corte-Real (ur. 1533, zm. 15 listopada 1588 w Évorze) – portugalski szlachcic, żołnierz, malarz i poeta epoki baroku, piszący po portugalsku i hiszpańsku. 
Urodził się prawdopodobnie na Azorach w rodzinie żeglarzy i odkrywców. Walczył w wielu wojnach, między innymi w Azji i Afryce. Ożenił się z Luísą da Silva, ale nie miał prawowitego potomka. Zmarł w Évorze. Jest znany jako autor obszernych poematów epickich Sucesso do Segundo Cerco de Diu (Dzieje drugiego oblężenia Diu, w dwudziestu jeden pieśniach, 1574), Austriada (o bitwie pod Lepanto w piętnastu pieśniach po hiszpańsku, 1578) i Naufrágio de Sepulveda (Katastrofa Sepulvedy, w siedemnastu pieśniach, pośmiertnie). Poeta pisał wierszem białym.